# Lea Müller (BMX-Sportlerin)
Kim Lea Müller (* 30. Januar 2002 in Remscheid) ist eine deutsche Radsportlerin, die im BMX-Freestyle Park aktiv ist. 

## Leben und Karriere
Müller ist ledig, hat eine Zwillingsschwester und wuchs in Remscheid auf, wo ihre Familie noch lebt. Sie widmete sich erst seit 2017 dem BMX-Sport und spielte zuvor Hockey. Zum Radsport kam sie durch ihren Vater. Müller wohnte von 2020 bis 2022 in Oldenburg. Hier startet sie seit 2019 für den Verein Backyard e.V. Aktuell lebt sie wieder in Remscheid. Sie studiert Sportwissenschaft im Fernstudium an der DHGS.
2019 errang Müller bei den Junioren ihren ersten nationalen Titel. 2023 sicherte sie sich erstmals den Titel in der Elite. International holte sie nach einem fünften Platz im Jahr 2021 bei der Europameisterschaft 2022 in München mit dem zweiten Platz die erste deutsche Medaille bei Europameisterschaften und wiederholte diese Platzierung 2023 in Krakau. Bei den Urban-Cycling-Weltmeisterschaften 2022 in Abu Dhabi erzielte sie als Vierte ihre bisher beste Platzierung bei Weltmeisterschaften. 2023 belegte sie in Glasgow den zehnten Platz, mit dem Deutschland in der Qualifikation für die Olympische Sommerspiele 2024 in Paris einen Quotenplatz erhielt. Anfang Juli gewann sie bei den X-Games im kalifornischen Ventura beim erstmals ausgetragenen Wettbewerb im Park die Bronzemedaille. Sie wurde daraufhin für den olympischen Freestyle-Wettkampf nominiert, wo sie als letzte von 12 Fahrerinnen in der Qualifikation ausschied.

## Erfolge
2019
- Deutsche Junioren-Meisterin Oldenburg

2022
- Europameisterschaft München

2023
- Europameisterschaft Krakau
- Deutsche Meisterin Duisburg

2024
- X-Games Ventura

2025
- Simple Session Tallinn (Estland)[12]